# جواو سيلفا
جواو سيلفا (بالإنجليزية: João Silva)‏ هو مصور حربي ‏ وصحفي ومصور جنوب أفريقي، ولد في 9 أغسطس 1966 في لشبونة في البرتغال.

## وصلات خارجية
- الموقع الرسمي